# Aree selvagge nelle foreste demaniali della Pennsylvania
Le aree selvagge nelle foreste demaniali della Pennsylvania sono diciotto. È stata proposta l'istituzione di un'ulteriore area selvaggia: la MK Goddard Wild Area nella Sproul State Forest nella contea di Clinton, nominata così in onore di Maurice K. Goddard.
| Nome della Wild area           | Foresta demaniale | Contea o contee              | Area in acri (ha)           | Data di istituzione | Note |
| ------------------------------ | ----------------- | ---------------------------- | --------------------------- | ------------------- | --- |
| Algerine Wild Area             | Tiadaghton        | Lycoming                     | 3 700 acri (1 497 ha)       | ?                   | Confina con la Algerine Swamp Natural Area ed è attraversata dal Black Forest Trail                                             |
| Asaph Wild Area                | Tioga             | Tioga                        | 2 070 acri (838 ha)         | ?                   | Situata all'estremità settentrionale della Pine Creek Gorge                                                                     |
| Burns Run Wild Area            | Sproul            | Clinton                      | 2 408,33 acri (974,62 ha)   | ?                   | Il Chuck Keiper Trail attraversa questa area selvaggia                                                                          |
| Clear Shade Wild Area          | Gallitzin         | Somerset                     | 2 791 acri (1 129 ha)       | ?                   | |
| Hammersley Wild Area           | Susquehannock     | Clinton and Potter           | 30 253 acri (12 243 ha)     | 2004                | La più grande area senza una strada in Pennsylvania                                                                             |
| James C. Nelson Wild Area      | Tuscarora         | Juniata and Perry            | 5 345 acri (2 163 ha)       | ?                   | La foresta è stata tagliata l'ultima volta tra il 1902 e il 1917                                                                |
| Kettle Creek Wild Area         | Loyalsock         | Sullivan                     | 1 791,81 acri (725,12 ha)   | ?                   | Circonda la Kettle Creek Gorge Natural Area                                                                                     |
| Martin Hill Wild Area          | Buchanan          | Bedford                      | 11 500 acri (4 654 ha)      | ?                   | Qui vivono il bobcat, l'orso americano e i serpenti a sonagli                                                                   |
| McIntyre Wild Area             | Loyalsock         | Lycoming                     | 7 500 acri (3 035 ha)       | ?                   | Contiene i resti di una città fantasma                                                                                          |
| Penns Creek Wild Area          | Bald Eagle        | Mifflin and Union            | 6 200 acri (2 509 ha)       | 2016                | Si tratta di un torrente conosciuto a livello nazionale per le trote selvatiche di grande qualità                               |
| Quebec Run Wild Area           | Forbes            | Fayette                      | 7 441 acri (3 011 ha)       | 2004                | Una delle due aree selvagge più recenti in Pennsylvannia                                                                        |
| Quehanna Wild Area             | Elk and Moshannon | Cameron, Clearfield, and Elk | 48 186 acri (19 500 ha)     | 1966                | La più estesa area selvaggia in Pennsylvania                                                                                    |
| Russell P. Letterman Wild Area | Sproul            | Clinton                      | 4 849,94 acri (1 962,70 ha) | ?                   | Il Chuck Keiper Trail attraversa questa area selvaggia, precedentemente denominata Fish Dam Wild Area                           |
| Stairway Wild Area             | Delaware          | Pike                         | 2 882 acri (1 166 ha)       | ?                   | Località in cui si trovava una cava di bluestone risalente agli anni Quaranta del XIX secolo che si affaccia sul Delaware River |
| Square Timber Wild Area        | Elk               | Cameron                      | 8 461 acri (3 424 ha)       | ?                   | Una parte di questa area selvaggia è situata nella Bucktail State Park Natural Area                                             |
| Thickhead Mountain Wild Area   | Rothrock          | Centre and Huntingdon        | 4 886 acri (1 977 ha)       | ?                   | Circonda completamente la Detweiler Run e la Bear Meadows Natural Areas                                                         |
| Trough Creek Wild Area         | Rothrock          | Huntingdon                   | 1 703 acri (689 ha)         | ?                   | Situata sopra il Lago Raystown                                                                                                  |
| Wolf Run Wild Area             | Tiadaghton        | Lycoming                     | 6 900 acri (2 792 ha)       | ?                   | Attraversata dal Golden Eagle Trail                                                                                             |